# Falcata

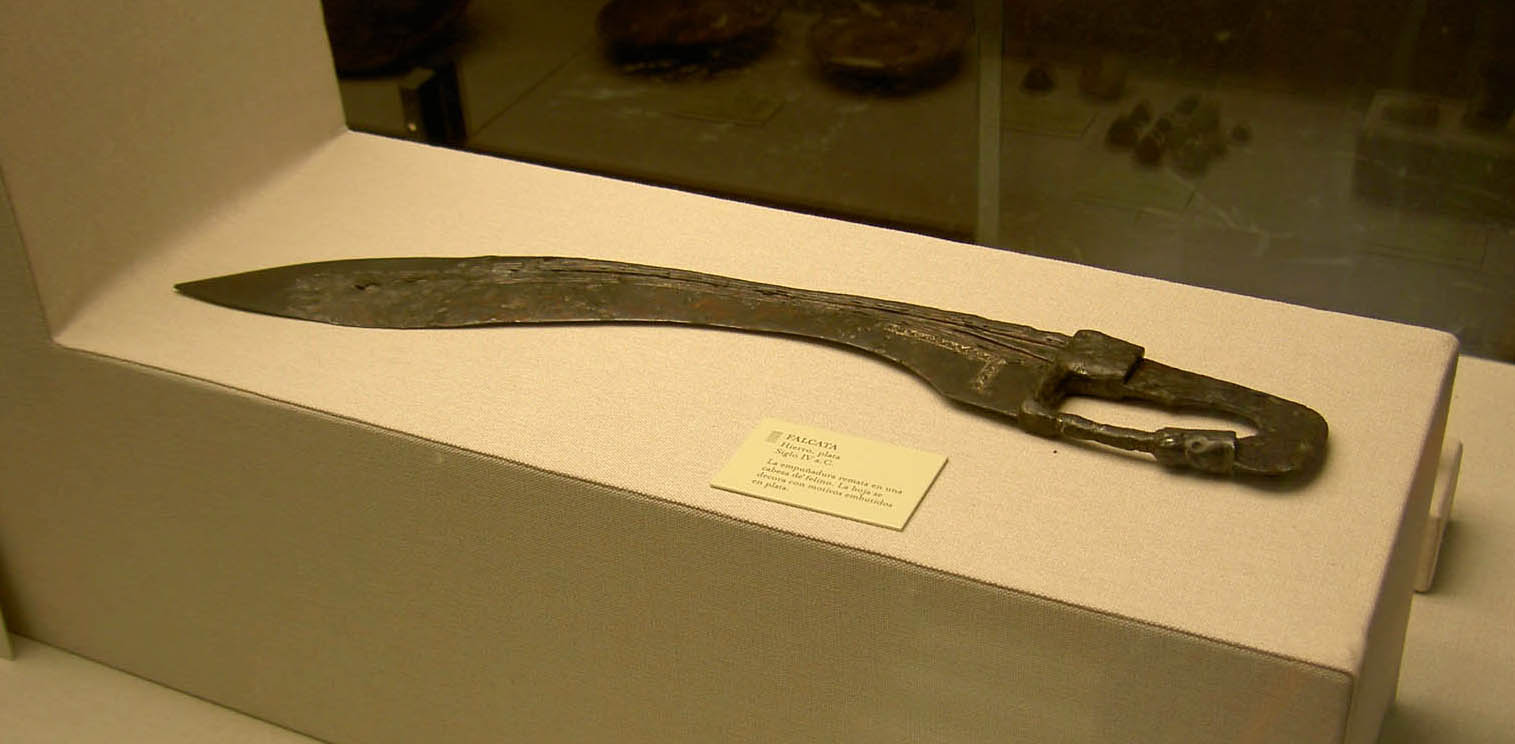
Falcata

Falcata är ett saxslipat svärd under Antiken som var tidstypiskt för den Iberiska halvön före romarnas intåg, och relativt likt det grekiska svärdet kopis eller det nepalska kukri.
Falcatan var ett eneggat svärd vars utmärkande form gav den huggkraften hos en yxa, medan den behöll huggytan hos ett svärd. När man högg med den inkurvade delen på svärdet var den väldigt effektiv på att hugga av armar och ben.
Enligt romerska källor ska falcatan ha använts av iberiska legosoldater i Hannibals arme under invasionen av Italien, och av iberiska stamkrigare under den romerska erövringen av den Iberiska halvön. Romarna ska ha blivit överraskade av kvaliteten på svärden då den ska ha förmågan att klyva en romersk soldathjälm av den tiden.

## Etymologi
Uttrycket falcata ska ha myntats 1872 av den spanske historikern Fernando Fulgosio, baserat på latinets falcatus (formad som en skära). Det uttryck som användes av romerska källor är machaera Hispana.
Fulgosio valde falcata hellre än falcatus eftersom både det portugisiska och det spanska ordet för svärd, espada, är femininum. Uttrycket blev snabbt vedertaget i den arkeologiska terminologin.